# Такулов, Сослан Русланович
Сослан Русланович Такулов (род. 28 апреля 1995, Владикавказ) — российский футболист, защитник казахстанского клуба «Жетысу».

## Карьера
Воспитанник владикавказской спортшколы «Юность». В первое время выступал в первенстве республики, а затем несколько лет отыграл в командах из чемпионата Крыма. На профессиональном уровне выступал в российской ПФЛ за ставропольское «Динамо» и раменский «Сатурн».
Зимой 2019 года уехал в Грузию, где заключил контракт с клубом Эровнули Лиги «Рустави». Дебютировал 6 марта в матче с «ВИТ Джорджией» (0:0). На поле Такулов провел все 90 минут.
В том же году подписал контракт с клубом «Слуцк» высшей лиги Белоруссии. Регулярно выходил в стартовом составе. За 25 игр отметился 1 голом и 3 голевыми передачами.
В конце 2020 года перешёл в казахстанский клуб «Шахтёр» Караганда. Следующей его командой в 2021 году стал казахстанский клуб «Акжайык» Уральск. В 2022 году подписал контракт с клубом «Атырау». Провёл за «нефтяников» 23 игры в чемпионате, отметился одним голом и двумя голевыми передачами.

## Достижения
«Атырау»
- Финалист Кубка Казахстана: 2024

## Клубная статистика
| Игровая карьера | Игровая карьера | Игровая карьера | Лига | Лига | Кубок | Кубок | Межд. | Межд. | Др. | Др. |
| --------------- | --------------- | --------------- | ---- | ---- | ----- | ----- | ----- | ----- | --- | --- |
| 2020            | Шахтёр          | А               | 16   | 0    | —     | —     | —     | —     | —   | —   |
| 2021            | Акжайык         | А               | 16   | 0    | 4     | 0     | —     | —     | —   | —   |
| 2021            | Акжайык М       | В               | 1    | 0    |       | —     | —     | —     | —   | —   |
| 2022            | Атырау          | А               | 23   | 1    | 5     | 0     | —     | —     | —   | —   |